# Reggio Emilia Challenger 2003
Il Reggio Emilia Challenger 2003 è stato un torneo di tennis facente parte della categoria ATP Challenger Series nell'ambito dell'ATP Challenger Series 2003. Il torneo si è giocato a Reggio Emilia in Italia dal 23 al 29 giugno 2003 su campi in terra rossa.

## Vincitori

### Singolare
Richard Gasquet ha battuto in finale  Potito Starace con il punteggio di 7–5, 6–1

### Doppio
Joseph Sirianni /  Rogier Wassen hanno battuto in finale  Alessio Di Mauro /  Vincenzo Santopadre con il punteggio di 6–4, 6–4